# Arnold z Hückeswagen
Arnold z Hückeswagen (niem. Arnold von Hückeswagen, łac. Arnoldus comes de Hokeneswage, ur. przed 1193, zm. między 1240 a 1260) – hrabia Hückeswagen, lennik króla czeskiego Przemysła Ottokara I, pierwszy znany właściciel majątku hukwaldzkiego w północno-wschodnich Morawach, pomiędzy Bramą Morawską a Śląskiem.
Po raz pierwszy wzmiankowany w dokumencie arcybiskupa kolońskiego Bruna II. w 1208 jako świadek i urzędujący hrabia Hückeswagen.
Arnold z Hückeswagen był prawdopodobnie synem hrabiego Henryka z Hückeswagen (zm. 1205), ale nie pierworodnym, którym był Theodorich, następca Henryka. Theodorich nie występował w źródłach po roku 1202, prawdopodobnie zmarł przed 1208. Arnold miał również brata Alberta, kanonika w Kolonii.
Żoną Arnolda była Adela (Adelheid), z którą wspólnie wystąpił w źródle z 1209. Miał z nią sześcioro dzieci: Franco, Heinrich, Eberhard, Adela, Aleidis i Agnes.
Pomiędzy 1210 a 1218 zaangażowany był w spór o majątek Oberkassel. Około 1228 Arnold został pośrednikiem pomiędzy dworami Anglii i Czech. W ten sposób nawiązał kontakt z czeskim królem. Jeszcze w 1230 widniał jako świadek w nadreńskim dokumencie, w latach 1234–1237 występował w czeskich źródłach. Arnold otrzymał od króla czeskiego północno-wschodni skraj Moraw w lenno. W swym majątku najpierw założył gród Stary Jiczyn, który miał również chronić granicę Królestwa Czech od strony Polski i Węgier. Nieco później założono pierwsze prawdziwe miasto w regionie: Příbor oraz zamek Hukvaldy, który swą nazwę wziął od rodzinnej siedziby hrabiego w Nadrenii.
Po raz ostatni Arnold pojawił się w dokumencie z 14 lipca 1240, gdy z żoną Adelą i synem Franco podarował swój majątek Rhöndorf klasztorowi Steinfeld (w gminie Kall). Data śmierci jest niepewna, lecz nie później niż w 1260, gdyż wtedy jego syn Franco tytułował się po raz pierwszy jako hrabia Hückeswagen. Jego syn Henryk był w 1260 kanonikiem w Kolonii.